# A tánc szenvedélye
A tánc szenvedélye (El Cantante) című film valós eseményeken alapul, ez a filmdráma Hector Lavoe spanyol énekes életét mutatja be Marc Anthony és Jennifer Lopez főszereplésével.

## Cselekmény
Hector Lavoe Puerto Ricóban született és nevelkedett. Korán felfedezték tehetséges kristálytiszta hangja miatt. Ő volt, aki elindította a salsa-mozgalmat. Karrierje az Egyesült Államokban bontakozott ki a hetvenes évek elején, az egyik legnagyobb spanyol nyelvű énekesként tartották számon. Szenvedélyes kapcsolat fűzte a csinos Puchihez aki később a felesége lett. Pályafutását befeketítette személyes tragédiája: túlzottan gyenge volt megküzdeni magánéleti problémáival, melynek következtében depresszió vette hatalmába. Kábítószer segítségével próbált depresszióján könnyíteni, ami rontott a helyzeten. Végül AIDS-ben halt meg.

## Szereplők
- Marc Anthony – Hector Lavoe
- Jennifer Lopez – Puchi
- John Ortiz – Willie Colón
- Romi Dias – Priscilla
- Federico Castelluccio – Jerry Masucci
- Glenda Dopazo – Carmen
- Nelson Vasquez – Johnny Pacheco